# Detonación (motor alternativo)

Fenómeno de detonación en un motor de 4 tiempos con cámara en cuña, en parte debido a la bujía descentrada.

La detonación, también llamada picado (en inglés knocking o engine knocking), es una combustión rápida y violenta de la mezcla aire/combustible en la(s) cámara(s) de combustión del motor, después del encendido por la chispa o arco eléctrico en la(s) bujía(s). Cuando se presenta la detonación en un motor, se percibe un golpeteo o cascabeleo metálico, llamado en ocasiones "pistoneo". Este golpeteo se debe a que, cuando existe detonación, la presión de los gases al interior de la(s) cámara(s) de combustión sube excesivamente. Esto resulta en grandes fuerzas que actúan sobre los pistones o émbolos del motor; pueden llegar a romperlos.
En una combustión normal, la mezcla aire/combustible inicia su encendido partiendo desde los electrodos de la bujía y progresando a través de los gases no quemados. Por lo general, la llama actúa en un solo frente, que se va propagando a través de la cámara, hasta alcanzar la cabeza del pistón. Los gases no quemados, o frescos, se calientan hasta su combustión, en parte por la acción de la llama y en parte por compresión, debida a la expansión de los gases ya quemados. En cambio, durante la detonación, se tienen dos o más frentes de llama, que chocan entre sí, originando una fuerte onda expansiva, que golpea los pistones con gran fuerza. Esto ocurre porque la temperatura de los gases no quemados aumenta de manera abrupta, antes que sean alcanzados por la llama procedente de la bujía, es decir, cuando la mezcla comienza a quemarse en cualquier otro punto que no sea el frente de llama procedente de la bujía, se tiene detonación.
Ambos tipos de combustión son muy rápidas, es decir, el proceso no dura más de unas cuantas milésimas de segundo. Sin embargo, la detonación se diferencia de la combustión normal por la violencia con que ocurre. Una combustión normal es rápida, pero al mismo tiempo, suave y gradual.
La detonación se confunde muchas veces con el autoencendido, un concepto diferente, pero que guarda una estrecha relación con la detonación. El autoencendido es la inflamación de la mezcla aire/combustible sin la participación de la chispa eléctrica en las bujías. Se produce principalmente debido a la existencia de "puntos calientes", como por ejemplo, residuos de carbonilla en las cámaras de combustión, que durante el funcionamiento del motor se calientan y se mantienen incandescentes, o también por el uso de bujías de un grado térmico inadecuado (muy calientes), propiciando el autoencendido de la mezcla aire/combustible. El autoencendido se observa más fácilmente en los motores con carburador, en los cuales, el motor continúa funcionando durante algunos momentos, luego de haber desactivado el encendido (llave en OFF). En los motores con sistema de inyección electrónica es más difícil de observar, ya que al desactivar el encendido (llave en OFF), se interrumpen el encendido y la alimentación de combustible. En los motores Otto o a gasolina, el autoencendido es indeseable, pero en los motores diésel es esencial para su funcionamiento.

## Condiciones para que se produzca la detonación.
La detonación o picado puede ser causada por uno de los siguientes factores, o por una combinación de ellos:
- Diseño y/o forma de la cámara de combustión. Los motores antiguos (antes de 1950) son más propensos a la detonación que los motores actuales, debido a la forma de sus cámaras de combustión.
- Relación de compresión elevada, y por lo tanto, presión de compresión también elevada.
- Encendido mal sincronizado, con un grado de avance excesivo.
- Gasolina de octanaje inferior al especificado.
- Existencia de residuos incandescentes en las cámaras de combustión.

## Corrección de la detonación
- Reducir la relación de compresión, utilizando, por ejemplo, una empaquetadura o junta de culata de mayor espesor.
- Usar combustible de mayor octanaje.
- Corregir la sincronización del encendido, de acuerdo a las especificaciones del fabricante.
- En los motores con Encendido del motor electrónico, se instala en ciertos casos un sensor de picado (knocking sensor), que atrasa momentáneamente el avance del encendido hasta que desaparece el fenómeno.